# Reginald Fessenden

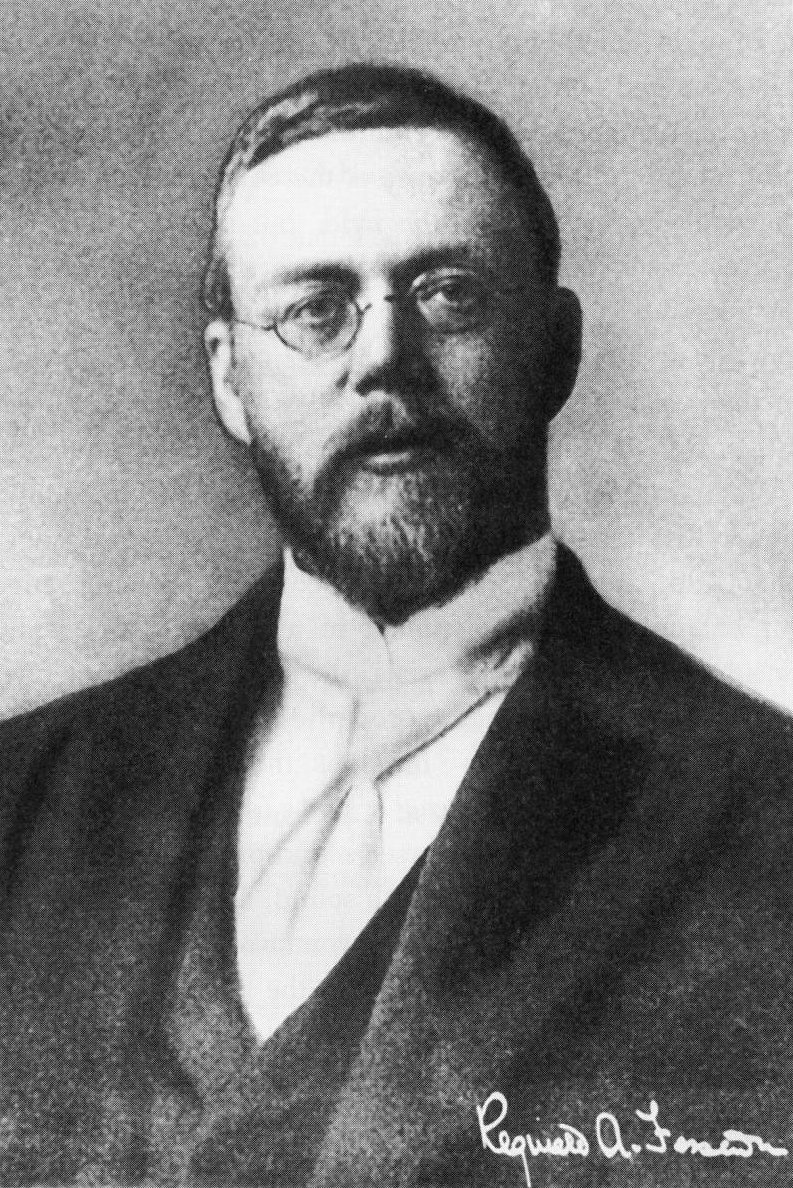
Reginald Fessenden

Reginald Aubrey Fessenden, född 6 oktober 1866 i Québec i Kanada, död 22 juli 1932, var julafton 1906 den förste att göra en radioutsändning med talad röst och musik spelad på fiol.
Fessenden gick i skola i Ontario och Québec, där hans intresse för matematik förde in honom på elektrotekniken. En av hans stora föredömen var Thomas Edison, som blev intresserad av den begåvade ynglingen. Fessenden arbetade upp sig till Edisons assistent, ett jobb som han lämnade 1889 för att ägna sig åt undervisning. Det sägs att skälet till detta var en dispyt med Edison om han skulle ägna sig åt kemi, vilket Fessenden inte var så intresserad av. 
Efter ett antal anställningar blev Fessender 1892 professor i elektroteknik vid Purdue University och senare vid universitetet i Pittsburgh. Han blev snart en ledande person inom radiotekniken.
1907 angav han en ny princip för trådlös telegrafi med odämpade vågor, som byggde på interferensverka mellan den inkommande en av mottagaren alstrad svängning. Fessende konstruerade även en elektrolytisk detektor.